# John Walker (roddare)
John Drummond Walker, född 4 januari 1891 i Oxford, död 22 juli 1952 i Lewisham, var en brittisk roddare.
Walker blev olympisk silvermedaljör i åtta med styrman vid sommarspelen 1912 i Stockholm.